# ليبراجد
ليبراجد (بالفرنسية: Librazhd)‏ هي مدينة تقع في ألبانيا في منطقة ليبراجد. يقدر عدد سكانها بـ 6,937 نسمة .

## أعلام
- حافظ صبري كوتشي